# Dakiring
Dakiring is een bestuurslaag in het regentschap Bangkalan van de provincie Oost-Java, Indonesië. Dakiring telt 2465 inwoners (volkstelling 2010).